# Xanthoparmelia effigurata
Xanthoparmelia effigurata är en lavart som beskrevs av Hale. Xanthoparmelia effigurata ingår i släktet Xanthoparmelia och familjen Parmeliaceae.   Inga underarter finns listade i Catalogue of Life.